# ブリーディング・エッジ技術
ブリーディング・エッジ技術（ブリーディング・エッジぎじゅつ、英: bleeding edge technology）とは、信頼性のリスクが高く、活用するために高い費用が掛かるような技術のカテゴリーである。bleeding edgeという用語は、"leading edge"や"cutting edge"のような同様の用語の比喩の形になっている。この言葉が暗に示しているのは、大きな発展がある一方で、そのためにソフトウェアまたはハードウェアの信頼性が低く、リスクがより高いということである。この用語が初めて使用された例は、1983年の初期に、名前は不明なある銀行役員がStorage Technology Corporationに言及する際に使用したものである。
その性質から、ブリーディング・エッジ技術でも比率が高くなればメインストリームの技術となる。たとえば、現在はメインストリームの技術である電子メール（email）も、かつてはブリーディング・エッジ技術だと考えられていた。

## 条件
ある程度のリスクを含む場合に、より一般的には、早期採用（アーリー・アダプション）により以下のような際立ったデメリットが考えられるような場合に、その技術はブリーディング・エッジだと考えられることがある。
- コンセンサスの欠如 – 新しいことをする競合する方法が複数存在し、市場がどの方向に向かうかという指針がほとんど無い[要出典]。
- その性質上、多くの消費者や企業は製品や製品と既存技術との関係について詳しくないため[6]、技術の性質についてよりよく知られるようになるにつれて、ベストプラクティスと見なされるものが急速に変化する[7]。
- テストの欠如 – その技術の信頼性が低かったり[8]、単にテストが不十分である場合[9]。
- 変化に対する業界の抵抗 – 業界雑誌や業界の指導者は新技術や製品に反対する場合。一方で、技術的な優位性を考えて実装を試みる組織もある。[要出典]

## コストとメリット
新技術の早期採用が成功した場合、それ以外の点では競争の激しい市場で比較優位性を確立するという見返りがある。一方で、「間違った馬への賭け（betting on the wrong horse）」（フォーマット戦争など）や間違った商品を選んだ場合の代償も大きい。組織が最先端技術を採用することを選んだとしても、白い象以下の存在にしかなれない可能性もある。
最先端のコンピュータソフトウェア、特にオープンソースソフトウェアが特に一般的である。実際、オープンソースの開発者たちにとっては、新しいブリーディング・エッジと言える最先端のバージョンを頻繁にリリースするのがよくある方法で、時には洗練されていない状態でリリースすることもある。それによって、他の人がレビューやテストを行ったり、追加の機能改善を行うことができる（ベータテスト）。したがって、より古い、安定版リリースのソフトウェアには実装されていない機能がほしいユーザは、最先端のバージョンを選ぶことができる。  その場合、ユーザは、機能性を高める代わりに、安定性、信頼性、または使いやすさを犠牲にしても構わないと考える。